# Slađana Stepanović
Pour les articles homonymes, voir Stepanovic.
Slađana Stepanović, née le 26 avril 1980 à Kikinda, est une handballeuse serbe.

## Palmarès

### Clubs
- vainqueur de la Coupe de France en 2009 avec l'US Mios-Biganos